# Kiscsóta
Kiscsóta (1899-ig Kis-Csausa, szlovákul Malá Čausa) község Szlovákiában, a Trencséni kerületben, a Privigyei járásban.

## Fekvése
Privigyétől 7 km-re északkeletre fekszik.

## Története
1358-ban említik először. 1430-ban „Kys Chewche”, 1489-ben „Kis-Chauta” alakban szerepel egy oklevélben. A bajmóci váruradalom része volt, így később Pálffy-birtok lett. 1553-ban 8 portája adózott. 1675-ben 139 lakosa volt. 1715-ben 19 háza állt. 1778-ban malommal is rendelkezett, továbbá 40 jobbágycsalád, valamint 2 zsellércsalád élt a településen. Lakói a 18.–19. században főleg mezőgazdasággal, fuvarozással, állattartással, gyümölcstermesztéssal és fazsindely készítéssel foglalkoztak.
A 18. század végén Vályi András így ír róla: „CSAUZSA. vagy Csauza, Kis Csauza, nagy Csauza, két egy más mellett lévő tót faluk Nyitra Vármegyében, földes Ura Gróf Pálfy Uraság, lakosai katolikusok, fekszik Chrenótznak szomszédságában, mellynek filiája, Bajmócztól egy mértföldnyire, határja mind a’ két falunak közép termékenységű, réttyei jók, mind a’ kétféle fája elegendő, legelője hasonlóképen, malma helyben, piatzozása Prividgyén, de mivel szőlői nintsenek, földgyeinek a’ záporok ártalmasak, harmadik Osztálybéliek.”
1828-ban 53 házában 372 lakos élt.
Fényes Elek 1851-ben kiadott geográfiai szótárában így ír a faluról: „Csauza (Kis és Nagy), két tót falu, Nyitra vármegyében, Chrenócz fil., az első 372 kath., a második 294 kath. lak. Van jó legelője, sok erdeje; sovány földe. F. u. gr. Pálffy Ferencz. Ut. p. Privigye.”
Borovszky Samu monográfiasorozatának Nyitra vármegyét tárgyaló része szerint: „Kis-Csaucsa, a handlovai völgyben fekvő tót község, 526 r. kath. vallásu lakossal. Posta-, táviró- és vasúti állomása Privigye. Földesurai az erdődi Pálffy grófok voltak, akiknek itt most is nagyobb birtokuk van. A XV. században »Csőcse« (Chewche) néven említik, mint a bajmóczi vár tartozékát.”
A trianoni diktátumig Nyitra vármegye Privigyei járásához tartozott.
A községben mai is több népi iparművész alkot, akik kosárfonással, hímes tojás készítéssel foglalkoznak.

## Népessége
| Év:            | 1994. | 2004.   | 2014.   | 2024.   |
| -------------- | ----- | ------- | ------- | ------- |
| Emberek száma: | 628   | 621     | 680     | 706     |
| Eltérés:       |       | -1,11 % | +9,50 % | +3,82 % |

| Év:            | 2023. | 2024.   |
| -------------- | ----- | ------- |
| Emberek száma: | 705   | 706     |
| Eltérés:       |       | +0,14 % |

1910-ben 618, túlnyomórészt szlovák anyanyelvű lakosa volt.
2001-ben 618 lakosából 612 szlovák volt.
2011-ben 669 lakosából 610 szlovák volt.
2021-ben 699 lakosából 673 (+1) szlovák, 6 (+2) egyéb és 20 ismeretlen nemzetiségű volt.

## Nevezetességei
- A Rózsafüzéres Szűz Mária tiszteletére szentelt kápolnája 1902-ben épült neoklasszicista stílusban.

## Külső hivatkozások
- Községinfó
- Kiscsóta Szlovákia térképén
- E-obce.sk Archiválva 2008. április 3-i dátummal a Wayback Machine-ben